# Liste der Monuments historiques in Reutenbourg
Die Liste der Monuments historiques in Reutenbourg führt die Monuments historiques in der französischen Gemeinde Reutenbourg auf.

## Liste der Bauwerke
| Bezeichnung              | Beschreibung                                                                                   | Standort                 | Kennzeichnung | Schutzstatus | Datum | Bild           |
| ------------------------ | ---------------------------------------------------------------------------------------------- | ------------------------ | ------------- | ------------ | ----- | -------------- |
| Klosterkirche Notre-Dame | ab dem frühen 14. Jahrhundert, wesentliche Bauteile aus der ersten Hälfte des 15. Jahrhunderts | Kloster Reinacker (Lage) | PA00084902    | Inscrit      | 1935  | weitere Bilder |
| Kirche St-Cyriaque       | ehemaliger Chorturm, 12. Jahrhundert, Schiff von 1858/59                                       | Place de l’Église (Lage) | PA00084901    | Inscrit      | 1935  | weitere Bilder |

## Liste der Objekte
| Bezeichnung                                    | Beschreibung                                                                              | Standort                               | Kennzeichnung | Schutzstatus | Datum | Bild           |
| ---------------------------------------------- | ----------------------------------------------------------------------------------------- | -------------------------------------- | ------------- | ------------ | ----- | -------------- |
| Skulptur Madonna mit Kind                      | Holz, farbig gefasst und vergoldet, 1752                                                  | in der Klosterkirche Notre-Dame (Lage) | PM67001730    | Inscrit      | 1995  | weitere Bilder |
| Ensemble aus Hauptaltar und zwei Seitenaltären | Eichenholz, um 1902                                                                       | in der Klosterkirche Notre-Dame (Lage) | PM67001731    | Inscrit      | 1995  |                |
| Skulptur Heilige Scholastika                   | Holz, farbig gefasst und vergoldet, vermutlich aus der ersten Hälfte des 18. Jahrhunderts | in der Klosterkirche Notre-Dame (Lage) | PM67001728    | Inscrit      | 1995  |                |
| Skulptur Madonna mit Kind                      | Wallfahrtsbild; Holz, farbig gefasst und vergoldet, um 1480                               | in der Klosterkirche Notre-Dame (Lage) | PM67001729    | Inscrit      | 1995  | weitere Bilder |
| Zwei Beichtstühle                              | Eichenholz, 18. Jahrhundert                                                               | in der Klosterkirche Notre-Dame (Lage) | PM67000549    | Classé       | 1991  |                |
| Emporenbrüstung                                | Gemäldezyklus Marienleben; Farbe auf Tannenholz, 18. Jahrhundert                          | in der Klosterkirche Notre-Dame (Lage) | PM67000766    | Classé       | 1995  | weitere Bilder |
| Pietà                                          | Lindenholz, 1443                                                                          | in der Klosterkirche Notre-Dame (Lage) | PM67000765    | Classé       | 1995  | weitere Bilder |
| Skulptur Heiliger Benedikt                     | Holz, farbig gefasst und vergoldet, vermutlich aus der ersten Hälfte des 18. Jahrhunderts | in der Klosterkirche Notre-Dame (Lage) | PM67001727    | Inscrit      | 1995  |                |